# Качмаж, Стефан
Стефан Качмаж (пол. Stefan Kaczmarz, 20 марта 1895 — 1 сентября 1939) — польский математик, изобретатель метода Качмажа для решения системы линейных алгебраических уравнений, который нашёл применение в компьютерной томографии.
Качмаж родился в Самборе, учился и преподавал во Львовской политехнике вместе со Стефаном Банахом.
Погиб 1939 года как поручик Войска Польского во время вторжения советских войск в Польшу. Считалось, что он стал жертвой Катынского расстрела, но в расстрельных списках не значится.

## Награды
- Золотой Крест Заслуги (11 ноября 1937)[6][7]
- Медаль Независимости (29 декабря 1933)[8]
- Медаль «10-летие обретения независимости» (29 апреля 1929)
- Бронзовая медаль «За долголетнюю службу» (1938)